# Аліобрикс
Аліобри́кс (лат. Aliobrix) — римська фортеця, яка була розташована неподалік від нинішнього села Орлівка Одеської області.

## Історія
Особливе значення для успішних походів мали опорні пункти, особливо у таких важливих місцях, як переправи через значні річки. Кельтське укріплення Аліобрикс (з кельт. «фортеця на пагорбі») згадує у своїх роботах Клавдій Птолемей.
Фортеця Аліобрикс була аванпостом Римської імперії на лівому березі Дунаю, задачею якого була охорона переправи та дороги, яка вела до Тіри та інших міст Північного Причорномор'я.
На правому березі Дунаю переправу прикривав каструм Новіодун, який також був базою Мезійського флоту Римської імперії. Частина флоту перебувала у Аліобриксі.
Кельтське походження назв Новіодун та Аліобрикс у історичній науці вважається одним із свідчень присутності кельтських племен у Південно-Східній Європі.
Аліобрикс, як і Новіодун, входив до складу провінцій Нижня Мезія (Moesia Inferior) та Мала Скіфія (Scythia Minor).
Новіодун був розташований в межах сучасного румунського міста Ісакча, Аліобрикс знаходився на захід від села Орлівка, на Кам'яній горі, відомій також як Картальський камінь.
Проводяться розкопки Аліобрикса та римської дороги, що проходила біля нього.

## Карти

Аліобрикс на мапі Малої Скіфії
Аліобрикс на мапі Дакії
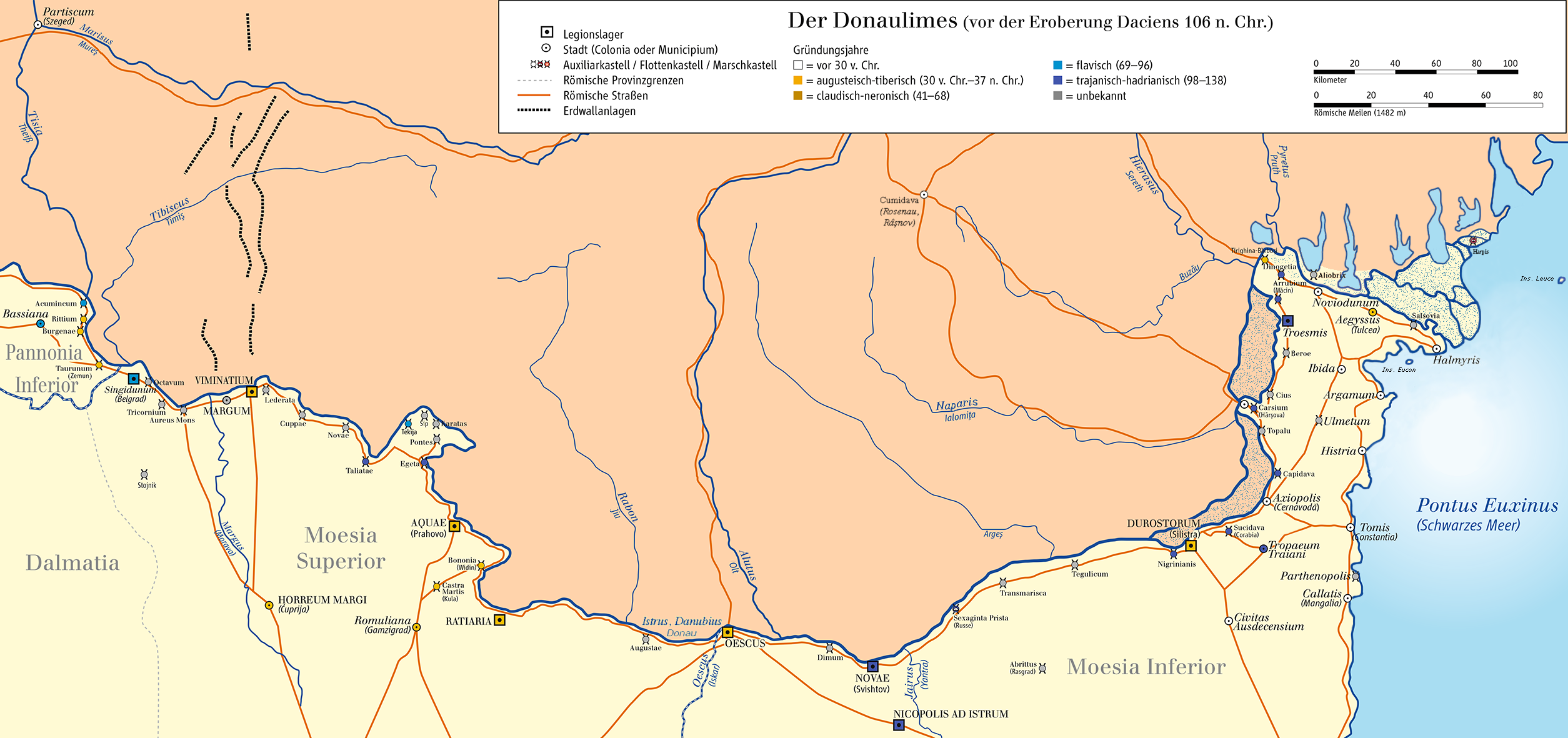
На карті дунайського лімесу

## Фото

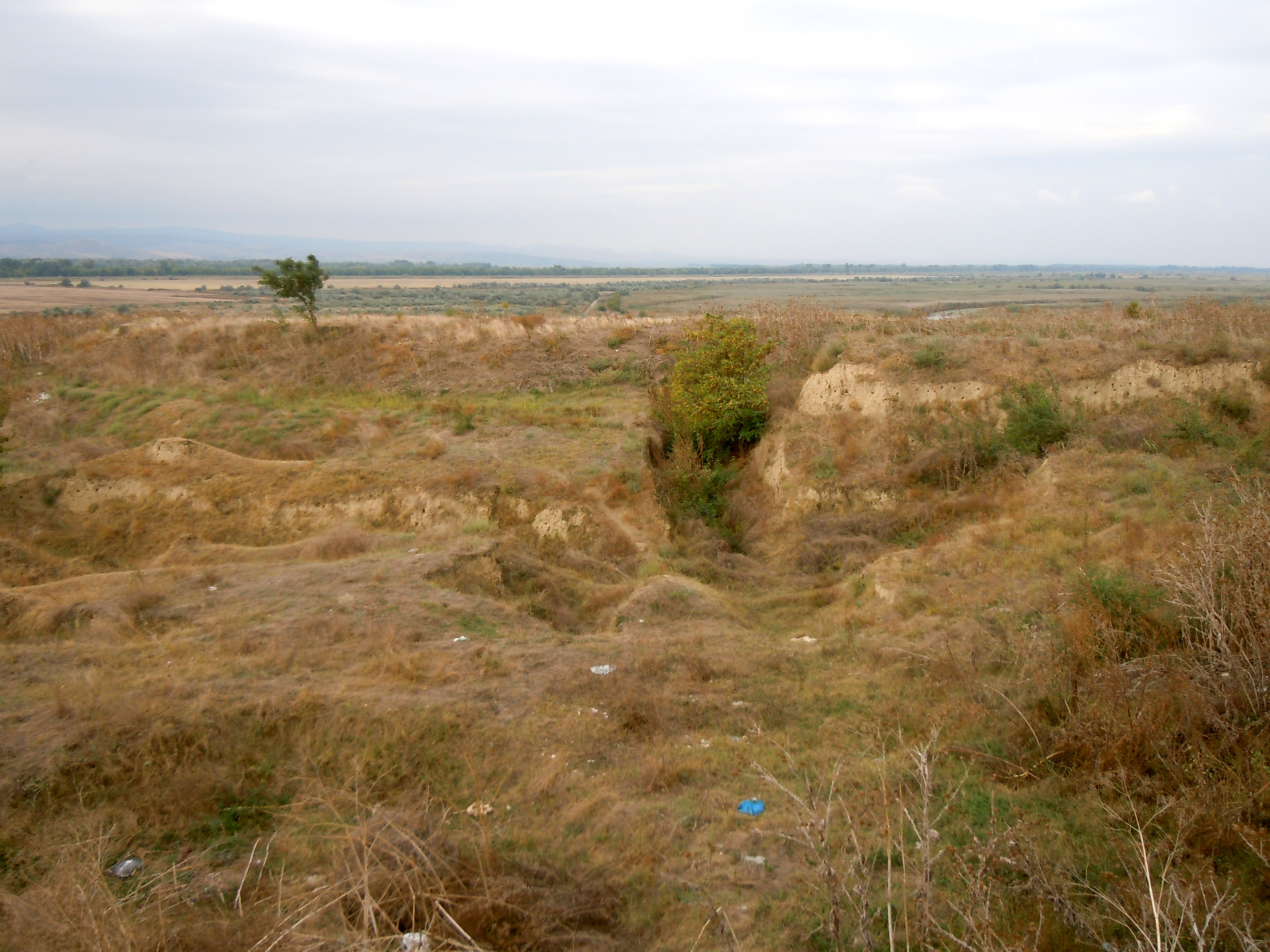
Розташування фортеці
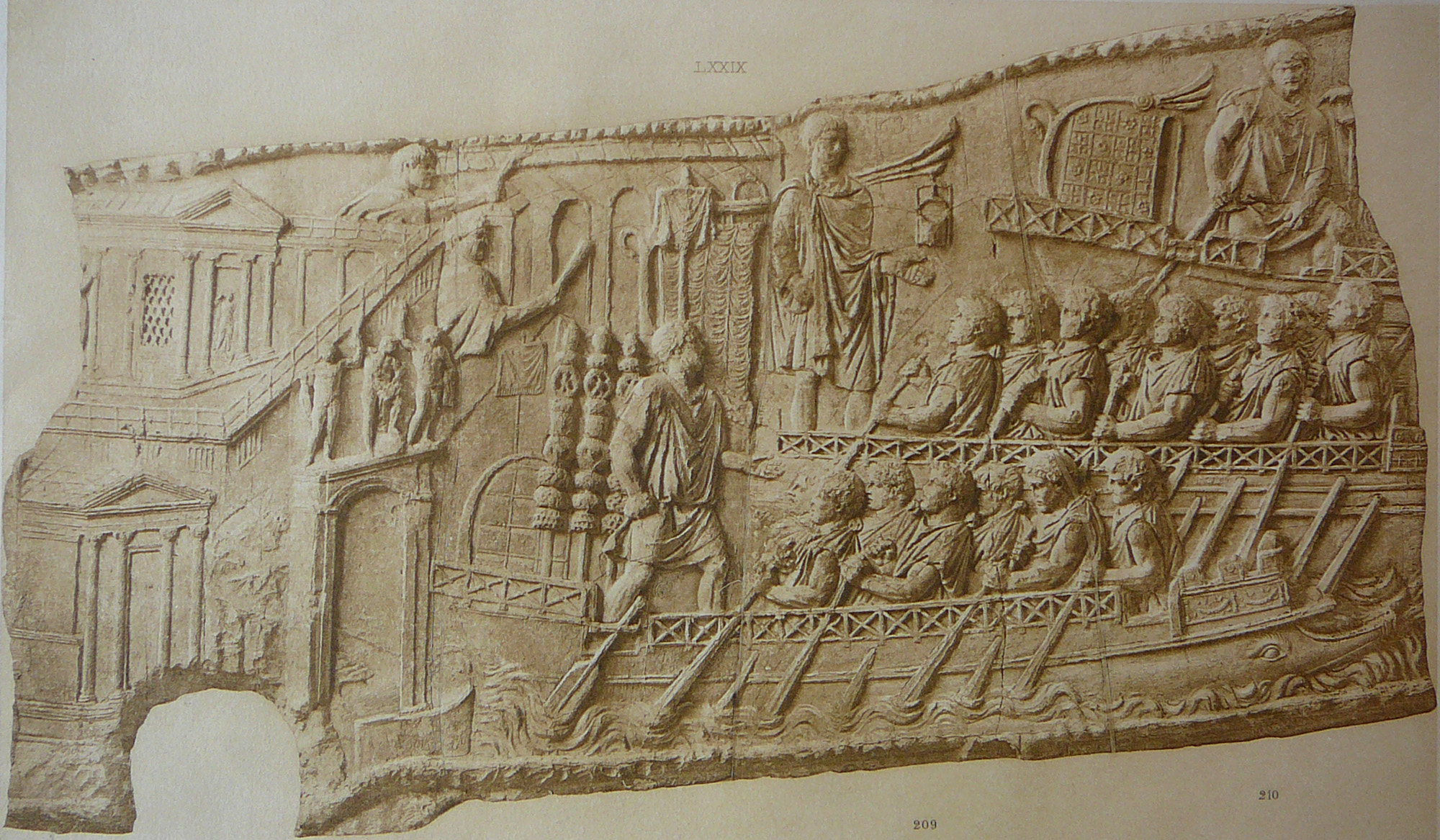
Мезійський флот на Колоні Траяна у Римі